# Nederlandse Orgel Federatie
De Nederlandse Orgel Federatie, opgericht op 6 oktober 1970, heeft als doel het in stand houden van theaterorgels in Nederland. 
Momenteel heeft de vereniging 3 orgels in eigendom. 
In de Meenthe in Steenwijk, in het Draaiorgelmuseum in Haarlem) en in Dordrecht.
Er worden regelmatig concerten en andere evenementen gegeven.
Ze hebben er in Schiedam mede voor gezorgd dat het door de lokale orgelbouwer Standaart gebouwde theaterorgel van het Passage Theater tijdens de sloop van dit theater niet verloren is gegaan, maar is overgeplaatst naar het in 1998 gebouwde Theater aan de Schie op het Stadserf.